# کاستلینا ین کیانتی
کاستلینا ین کیانتی (به ایتالیایی: Castellina in Chianti) یک کومونه در ایتالیا است که در استان سیه‌نا واقع شده‌است.

## خصوصیات
کاستلینا ین کیانتی ۹۹٫۴ کیلومترمربع مساحت و ۲٬۸۵۱ نفر جمعیت دارد و ۵۷۸ متر بالاتر از سطح دریا واقع شده‌است.

## خواهرخوانده
شهر Martigné-Briand خواهرخواندهٔ کاستلینا ین کیانتی هست.